# West Chester (Ohio)
Pour les articles homonymes, voir West Chester.
West Chester est une communauté non incorporée située dans le comté de Tuscarawas en Ohio aux États-Unis. Un ancien nom de la communauté est Cadwallader. Un bureau de poste portant ce nom était en opération de 1828 à 1918.